# Euphorbia guerichiana
Euphorbia guerichiana är en törelväxtart som beskrevs av Ferdinand Albin Pax och Adolf Engler. Euphorbia guerichiana ingår i släktet törlar, och familjen törelväxter. Inga underarter finns listade i Catalogue of Life.